# Filmografia de Charlotte Rampling

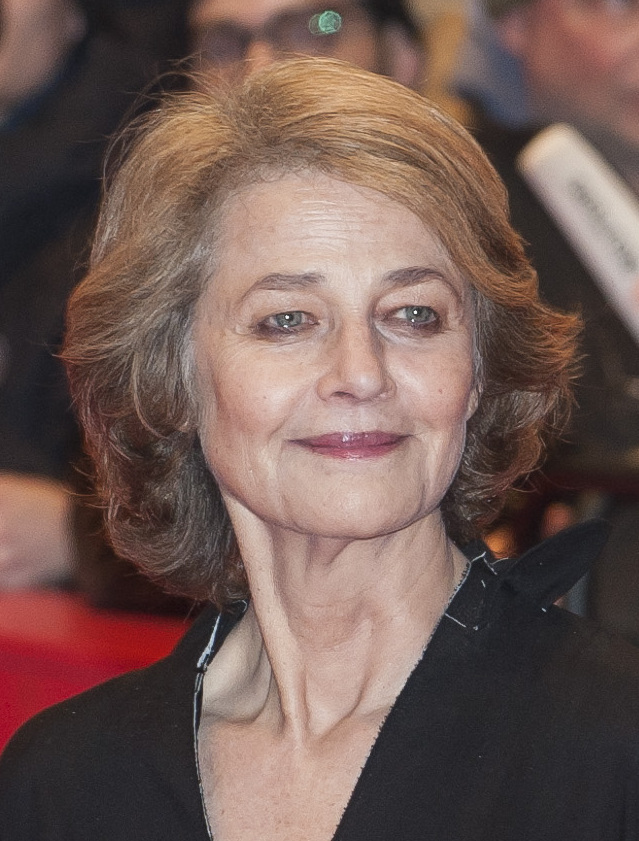
Charlotte Ramplin

Filmografia completa da atriz britânica Charlotte Rampling
- 1964: The Knack ...and How to Get It de Richard Lester: Water Skier
- 1965: Rotten to the Core de John Boulting: Sara Capell
- 1966: Georgy Girl de Silvio Narizzano: Meredith
- 1967: The Avengers de Sydney Newman: Hana Wilde (série TV)
- 1967: The Long Duel de Ken Annakin: Jane
- 1968: Sequestro di persona de Gianfranco Mingozzi: Christina
- 1969: Target: Harry de Roger Corman: Ruth Carlyle
- 1969: La Caduta degli dei de Luchino Visconti: Elisabeth Thallman
- 1969: Three de James Salter: Marty
- 1971: Point limite zéro de Richard Sarafian: Uma caroneira
- 1971: Addio, fratello crudele de Giuseppe Patroni Griffi: Annabella
- 1971: The Ski Bum de Bruce Clark: Samantha
- 1972: Henry VIII and His Six Wives de Waris Hussein: Anne Boleyn
- 1972: Corky de Leonard Horn: A esposa de Corky
- 1972: Asylum de Roy Ward Baker: Barbara
- 1973: Giordano Bruno de Giuliano Montaldo: Fosca
- 1974: Zardoz de John Boorman: Consuella
- 1974: Caravan to Vaccares de Geoffrey Reeve: Lila
- 1974: Il Portiere di notte de Liliana Cavani: Lucia Atherton
- 1975: La Chair de l'orchidée de Patrice Chéreau: Claire
- 1975: Farewell, My Lovely de Dick Richards: Helen Grayle
- 1976: Foxtrot de Arturo Ripstein: Julia
- 1976: Sherlock Holmes in New York de Boris Sagal: Irene Adler (telefilme)
- 1977: Un taxi mauve de Yves Boisset: Sharon
- 1977: Orca de Michael Anderson: Rachel Bedford
- 1980: Stardust Memories de Woody Allen: Dorrie
- 1982: The Verdict de Sidney Lumet: Laura Fischer
- 1983: Play of the Month de Peter Wood: Flaminia (série TV)
- 1984: Viva la vie de Claude Lelouch: Catherine Perrin
- 1985: On ne meurt que deux fois de Jacques Deray: Barbara Spark
- 1985: Tristesse et beauté de Joy Fleury: Léa Uéno
- 1986: Max mon amour de Nagisa Oshima: Margaret Jones
- 1987: Angel Heart de Alan Parker: Margaret Krusemark
- 1987: Mascara de Patrick Conrad: Gaby Hart
- 1988: Paris by Night de David Hare: Clara Paige
- 1988: D.O.A. de Rocky Morton et Annabel Jankel: Mrs. Fitzwaring
- 1989: Rebus de Massimo Guglielmi: Miriam, contessa di Du Terrail
- 1992: La Femme abandonnée de Edouard Molinaro: Fanny de Lussange (telefilme)
- 1993: Asphalt Tango de Nae Caranfil: Marion
- 1993: Hammers Over the Anvil de Ann Turner: Grace McAlister
- 1994: Meurtre à l'esprit de Robert Bierman: Sonya Davies (telefilme)
- 1994: Time Is Money de Paolo Barzman: Irina Kaufman
- 1995: Samson le magnifique de Étienne Périer: Isabelle de Marsac (telefilme)
- 1995: La Marche de Radetzky de Axel Corti e Gernot Roll: Valerie von Taussig (série TV)
- 1996: La Dernière fête de Pierre Granier-Deferre: La marquise (telefilme)
- 1996: Invasion of Privacy de Anthony Hickox: Deidre Stiles, advogada de Josh
- 1998: Les Ailes de la colombe de Iain Softley: Aunt Maude
- 1999: Great Expectations de Julian Jarrold: Miss Havisham (telefilme)
- 1999: The Cherry Orchard de Michael Cacoyannis: Ranyevskaya
- 2000: My Uncle Silas de Philip Saville (série TV)
- 2000: Signs & Wonders de Jonathan Nossiter: Marjorie
- 2000: Aberdeen de Hans Petter Moland: Helen
- 2000: Sous le sable de François Ozon: Marie Drillon
- 2001: The Fourth Angel de John Irvin: Kate Stockton
- 2001: Superstition de Kenneth Hope: Frances Matteo
- 2001: Spy Game de Tony Scott: Anna Cathcart
- 2002: Embrassez qui vous voudrez de Michel Blanc: Elizabeth Lannier
- 2003: I'll Sleep When I'm Dead de Mike Hodges: Helen
- 2003: Swimming Pool de François Ozon: Sarah Morton
- 2003: Imperium: Augustus de Roger Young: Livia Drusilla (telefilme)
- 2003: The Statement de Norman Jewison: Nicole
- 2004: Immortel (ad vitam) de Enki Bilal: Elma Turner
- 2004: Jerusalemski sindrom de Dominik Sedlar et Jakov Sedlar
- 2004: Les Clefs de la maison de Gianni Amelio: Nicole
- 2005: Lemming de Dominik Moll: Alice Pollock
- 2005: Vers le sud de Laurent Cantet: Ellen
- 2006: Basic Instinct 2 de Michael Caton-Jones: Dr. Milena Gardosh
- 2006: Désaccord parfait de Antoine de Caunes: Alice d'Abanville
- 2007: Angel de François Ozon: Hermione
- 2007: Caótica Ana: Justine
- 2008: Deception: Wall Street Belle
- 2008: Babylon A.D.: Noelite High Priestess
- 2008: The Duchess de Michael Kuhn, Gabrielle Tana: Lady Spencer, mãe da Duquesa de Devonshire
- 2009: Boogie Woogie: Emille